# Challenger de Oeiras II 2023
El torneo Open de Oeiras II 2023 fue un torneo de tenis pertenecieó al ATP Challenger Tour 2023 en la categoría Challenger 75. Se trató de la 9.ª edición, el torneo tuvo lugar en la ciudad de Oeiras (Portugal), desde el 15 hasta el 20 de mayo de 2023 sobre pista de tierra batida al aire libre.

## Jugadores participantes del cuadro de individuales
| Favorito | País                 | Jugador             | Rank1 | Posición en el torneo |
| -------- | -------------------- | ------------------- | ----- | --------------------- |
| 1        | Bandera de Argentina | Pedro Cachín        | 68    | Cuartos de final      |
| 2        | Bandera de Francia   | Hugo Gaston         | 110   | Primera ronda, retiro |
| 3        | Bandera de Moldavia  | Radu Albot          | 112   | Cuartos de final      |
| 4        | Bandera de Ecuador   | Emilio Gómez        | 116   | Primera ronda         |
| 5        | Bandera de Argentina | Facundo Bagnis      | 123   | Primera ronda         |
| 6        | Bandera de Australia | Aleksandar Vukic    | 127   | FINAL                 |
| 7        | Bandera de Argentina | Facundo Díaz Acosta | 134   | CAMPEÓN               |
| 8        | Bandera de Australia | Rinky Hijikata      | 139   | Primera ronda         |

- 1 Se ha tomado en cuenta el ranking del 8 de mayo de 2023.

### Otros participantes
Los siguientes jugadores recibieron una invitación (wild card), por lo tanto ingresan directamente al cuadro principal (WC):
- João Domingues
- Frederico Ferreira Silva
- Pedro Sousa

Los siguientes jugadores ingresan al cuadro principal tras disputar el cuadro clasificatorio (Q):
- Ulises Blanch
- Alessandro Giannessi
- Manuel Guinard
- Eduardo Ribeiro
- Nino Serdarušić
- Máté Valkusz

## Campeones

### Individual Masculino
- Facundo Díaz Acosta derrotó en la final a  Aleksandar Vukic, 6–4, 6–3

### Dobles Masculino
- Luke Johnson /  Sem Verbeek derrotaron en la final a  Jaime Faria /  Henrique Rocha, 6–7(6), 7–5, [10–6]